# شارل لويس هافاس
شارل لويس هافاس (بالفرنسية: Charles-Louis Havas)‏ (ولد في 5 يوليو 1783 -توفي في 21 مايو 1858) إعلامي فرنسي، يعود له الفضل في إنشاء وكالة هافاس، أول وكالة أنباء في العالم، سنة 1835.